# Litostrophus segregatus
Litostrophus segregatus är en mångfotingart som beskrevs av Chamberlin 1921. Litostrophus segregatus ingår i släktet Litostrophus och familjen Pachybolidae. Inga underarter finns listade i Catalogue of Life.